# شيكاغو بولز
شيكاغو بولز (Chicago Bulls) هو نادي كرة سلة من شيكاغو، إلينوي، الولايات المتحدة الأمريكية. تأسس عام 1966، يلعب النادي الآن على ساحته المركز المتحد منذ عام 1994. يعد مايكل جوردان من أشهر من لعب في هذا الفريق. . شيكاغو بولز يلعب ضمن مجموعة الوسط (Central Division) من المنطقة الشرقية (Eastern Conference) لدوري الرابطة الوطنية لكرة السلة الأمريكي. ألوان الفريق هي الأحمر، والأسود، والأبيض. فاز شيكاغو بولز بالدوري الأمريكي لكرة السلة ستة مرات، بالإضافة إلى تصدره مجموعته في عام 1975.

## بطولات الفريق
فاز 6 مرات ببطولة الدوري الأمريكي لكرة السلة للمحترفين في الأعوام: 1991، 1992، 1993، 1996، 1997، 1998.
الفضل الكبير لهذه الألقاب يعود لمايكل جوردان وسكوتي بيببن
لقب القسم الشرقي: ست مرات (1991 - 1992 - 1993 - 1996 - 1997 - 1998)
لقب مجموعة الوسط: سبع مرات (1975 - 1991 - 1992 - 1993 - 1996 - 1997 - 1998)

## فترة مايكل جوردان
يعتبر مايكل جوردان أسطورة كرة السلة العالمية فمعه صار لدوري السلة شهرة عالمية، وصار لبولز مكان مهم في البطولات، بل لغيابه المفأجي بعد وفاة والده سقط بولز سنتين متتاليتين 1994 و 1995 وبعد عودته عاد بولز للبطولة حتى اعتزاله ليغيب بعدها شيكاغو حتى الآن.
وفي الفترة منذ انضمام جوردان إلى الفريق وحتى موسم 1989-1990 لم يتأهل بولز إلى النهائي، وكان أفضل ما حققه هو الظهور في نهائي القسم الشرقي، ونجح الأسطورة في الفوز بلقب لاعب العام في موسم 1987-1988.
وحلول موسم 1990-1991 وجلوس فيل جاكسون منفردا على مقعد مدرب بولز وتواجد سكوتي بيبين تأهل الفريق إلى المباراة النهائي قبل أن يكتسح ليكرز 4-1.
وفاز جوردان بلقب لاعب العام للموسم الاعتيادي وللأدوار الإقصائية، وكرر الإنجاز ذاته في الموسم التالي، وقاد الفريق لإحراز لقبه الثاني على حساب بورتلاند ترايل بليزرز.
ونجح بولز في الفوز باللقب الثالث على التوالي بعد التغلب على فينيكس صنز، وفاز جوردان بلقب أفضل لاعب في الأدوار الإقصائية، ولقبه السابع على التوالي كأفضل مسجل في الموسم.

### غيابه
وبعد مقتل والده فوجئ الجميع بجوردان يعلن اعتزاله، ولأول مرة منذ خمسة مواسم يفشل الفريق في الوصول لنهائي القسم الشرقي بعد الهزيمة أمام نيويورك نيكس.
ومع بداية الموسم الجديد فقد بولز العديد من اللاعبين بسبب انتهاء عقودهم أو الاعتزال، وفي الـ17 من مارس/آذار تلقى الفريق أفضل خبر بعودة جوردان مرة أخرى إلى الملاعب.
ولكن جوردان لم يستطع الوقوف أمام قوة أورلاندو ماجيك في هذا الموسم ليخسر الفريق في الدور قبل النهائي للقسم الشرقي.

### العودة
وأعاد بولز بناء نفسه وبوجود جوردان وبيبين والمشاغب دينيس رودمان حقق الفريق أفضل نتيجة في الموسم الاعتيادي بفوزه في 72 مباراة.
وتوج بولز بالبطولة الرابعة في تاريخه على حساب سياتل سوبر سونيكس، وفاز جوردان بلقب أفضل لاعب في الموسم الاعتيادي والنهائي ومباراة كل النجوم.
كما فاز رودمان بلقب مدافع العام للموسم الخامس على التوالي، واختير الثلاثي رودمان – جوردان – بيبين في فريق الدفاع للبطولة وهي المرة الأولى في التاريخ التي يحدث فيها ذلك.
وفي الموسم التالي لقى يوتا جاز مصير من سبقوه وخسر أمام بولز ليفوز الفريق باللقب الخامس.
وفي موسم 1997-1998 لم تكن الأمور تسير على ما يرام بالنسبة لبولز بسبب تزايد الخلافات بين فيل جاكسون وإدارة الفريق.
وعانى الفريق في الوصول إلى المباراة النهائية بعد تخطيه إنديانا بيسرز بصعوبة ليواجه جاز في النهائي للمرة الثانية على التوالي.
وتقدم بولز 3-2 في المباريات قبل المباراة السادسة في جاز، واستطاع جوردان خطف الكرة من كارل مالون أحد أفضل لاعبي جاز على مر التاريخ وسجل نقطتين قبل 5.2 من النهاية ليفوز بولز باللقب السادس بآخر رمية للأسطورة مع شيكاغو.
ومنذ رحيل جوردان عن الفريق كان أفضل ما حققه هو الوصول للدور قبل النهائي للقسم الشرقي موسم 2006-2007.

## التشكيلة الحالية
آخر تحديث: مارس 2024
| شيكاغو بولز التشكيلة الحالية |    |  |                 |                    |
| المدرب: توم ثيبودو           |    |  |                 |                    |
| G                            | 5  |  | جيفون كارتر     | (الولايات المتحدة) |
| GF                           | 11 |  | ديمار دروزان    | (الولايات المتحدة) |
| F                            | 17 |  | اونورالپ بيتيم  | (تركيا)            |
| F                            | 13 |  | تورى كريغ       | (الولايات المتحدة) |
| G/F                          | 6  |  | اليكس كاروسو    | (الولايات المتحدة) |
| G                            | 8  |  | زاك لافين       | (الولايات المتحدة) |
| F                            | 32 |  | تيري تايلور     | (الولايات المتحدة) |
| G                            | 12 |  | أيو دوسونمو     | (الولايات المتحدة) |
| F                            | 15 |  | جوليان قيليپس   | (الولايات المتحدة) |
| C                            | 9  |  | نيكولا فوتشفيتش | (الجبل الأسود)     |
| G                            | 2  |  | لونذو بال       | (الولايات المتحدة) |
| F                            | 44 |  | باتريك ويليامس  | (الولايات المتحدة) |
| G                            | 0  |  | كوبى وايت       | (الولايات المتحدة) |
| C                            | 3  |  | أندريه دروموند  | (الولايات المتحدة) |
| F                            | 25 |  | رأيان تيري      | (الولايات المتحدة) |

## وصلات خارجية
- الموقع الرسمي